# Wilhelm Johannsen
Wilhelm Ludvig Johannsen (3. februar 1857 i København – 11. november 1927 i København) var en dansk botaniker, der opfandt begrebet gen i 1909.[kilde mangler]
Han opfandt ligeledes en lov: fænotype = genotype i sammenspil med miljø.[kilde mangler]
Han var søn af oberst Otto Julius Georg Johannsen og broder til Helene Johannsen og Fritz Johannsen.
Han definerede ligeledes begrebet "ren linje" og viste nødvendigheden af at arbejde med rene linjer i arvelighedsforsøg. Hans vigtigste forsøg er udført med en ren linje af bønner. Han høstede bønnerne og sorterede dem efter størrelse og udsåede den mindste og de største. Alle disse planter bar imidlertid bønner af forskellig størrelse og med mængdeforhold mellem de enkelte størrelser. Dermed var det vist, at den klassiske Darwinisme, hvor man arbejde med nedarvningen af tilfældige egenskaber ikke var korrekt. Efter Mendel og de andre grundlæggende arvelighedsforsøg opstår neo-darwinismen, hvor det ikke er tilfældige variationer, men tilfældige mutationer.
Han blev nomineret til Nobelprisen i 1920 og 1923.
Der er opstillet en buste af Johannsen foran Københavns Universitets botaniske laboratorium (i dag det samfundsfaglige fakultetsbibliotek).
Han er begravet på Vestre Kirkegård.

## Udvalgt bibliografi
- Wilhelm Johannsen (1903), Om arvelighed i samfund og i rene linier, Wikidata  Q123908017
- Wilhelm Johannsen (1905), "Nogle forbigaaende Reguleringsforstyrrelser hos hvilende Planter", Oversigt over det Kongelige Danske Videnskabernes Selskabs forhandlinger (1), Wikidata  Q123908201
- Wilhelm Johannsen (marts 1911), "The Genotype Conception of Heredity", The American Naturalist, 45 (531): 129-159, doi:10.1086/279202, Wikidata  Q53973596  Genoptrykt som
  - Wilhelm Johannsen (1. april 2014), "The genotype conception of heredity. 1911.", International Journal of Epidemiology, 43 (4): 989-1000, doi:10.1093/IJE/DYU063, PMC 4258772, PMID 24691957, Wikidata  Q34649215
- Wilhelm Johannsen (1915), "Tilsyneladende arvelig Selektionsvirkning", Oversigt over det Kongelige Danske Videnskabernes Selskabs forhandlinger: 285-306, Wikidata  Q123908123